# Аміакати

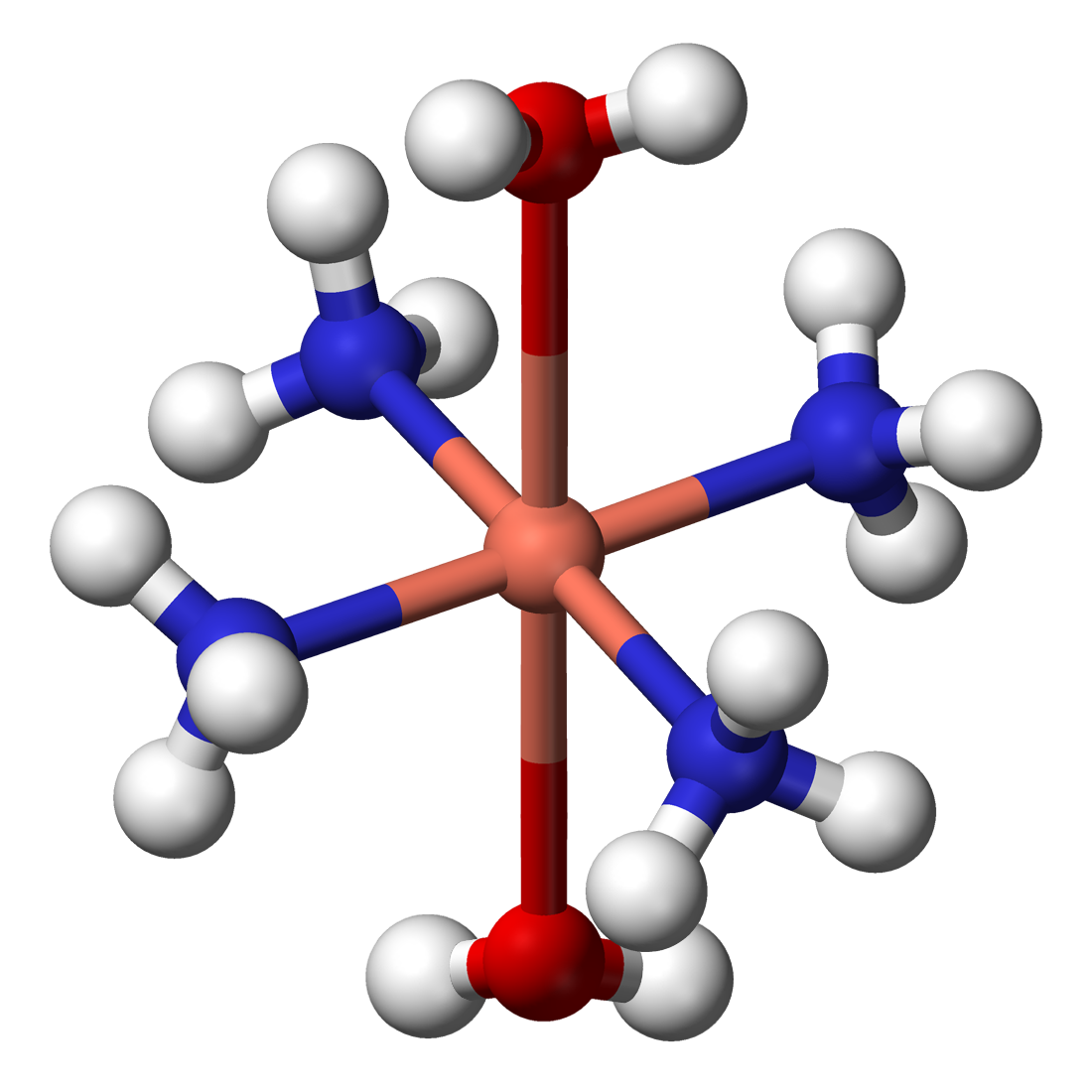
Кулестержнева модель комплексу [Cu(NH_{3})_{4}(H_{2}O)_{2}]^{2+}

Аміакáти, Амміни (англ. ammines) — металічні координаційні сполуки, що містять як ліганди одну чи кілька молекул аміаку NH3. Звідси походить систематична назва амміни (слід відрізняти від органічних сполук амінів).
"Аммін" пишеться таким чином з історичних причин; на відміну від них, алкільні або арильні несучі ліганди пишуться одним "м". Майже всі іони металів зв'язують аміак як ліганд, але найпоширенішими прикладами комплексів амінів є Cr (III), Co (III), Ni (II), Cu (II), а також деякі метали платинової групи.
Амоніаковий атом N у них безпосередньо зв'язується з йоном
металу. Відмінність від амінів полягає в тому, що амоніаковий
азот в амінах безпосередньо зв'язується з атомом C.

## Класифікація
- За зарядом частинки, до складу якої входить аміак: катіонні, аніонні, нейтральні (неелектроліти) — так само, як і комплексні сполуки в цілому.
- За кількістю молекул аміаку в координаційній сфері: моно-, ди-, три-, тетр-, пент- і гексамміни.

## Специфічні властивості
Аммінам притаманна внутрішньосферна реакція утворення аміду шляхом відщеплення катіона гідрогену (протона) від молекули NH3:
[PtCl(NH3)5]Cl3 + NaOH = [PtCl(NH3)4(NH2)]Cl2 + NaCl + H2O
Під дією кислот або води відбувається зворотний процес. Завдяки цьому амміни виявляють в водних розчинах певні кислотні властивості.
Хлорування аммінів може приводити до комплексів із лігандами NH2Cl, NHCl2, NCl–
2.

## Добування
Амміни зазвичай добувають дією аміаку на водний розчин простої чи комплексної солі відповідного металу:
K2[PtCl4] + 2NH3 = цис-[PtCl2(NH3)2] + 2KCl
Також можливо приєднання газоподібного аміаку до солі за відсутності розчинника.

## Застосування
Для синтезу координаційних сполук металів, якісного визначення ряду катіонів (приміром, Cu2+), як лікарські засоби. Деякі амміни є проміжними продуктами в процесі добування надчистих металів, металевих покрить та плівок.